# Franco Sar
Franco Sar (ur. 21 grudnia 1933 w Arborei, zm. 1 października 2018 w Monzy) – włoski  lekkoatleta, wieloboista.
Zajął 6. miejsce w dziesięcioboju na igrzyskach olimpijskich w 1960 w Rzymie, a na mistrzostwach Europy w 1962 w Belgradzie 13. miejsce w tej konkurencji. Zajął 13. miejsce w dziesięcioboju na igrzyskach olimpijskich w 1964 w Tokio i 12. miejsce na mistrzostwach Europy w 1966 w Budapeszcie.
Zajął 6. miejsce w skoku o tyczce na igrzyskach śródziemnomorskich w 1963 w Neapolu (dziesięcioboju na tych igrzyskach nie rozgrywano).
Był mistrzem Włoch w dziesięcioboju w latach 1958–1965 oraz w skoku o tyczce w 1963.
Wielokrotnie poprawiał rekord Włoch w dziesięcioboju doprowadzając go do wyniku 7368 pkt. (według ówczesnych tabel), uzyskanego 17 października 1965 w Formii. Był również rekordzistą Włoch w skoku o tyczce z rezultatem 4,45 m (31 maja 1964 w Kornwestheim).